# 앙토니 음파 메지
앙토니 레앙드레 음파 메지(프랑스어: Anthony Léandre Mfa Mezui, 1991년 3월 7일 ~ )는 로댕주 91에서 골키퍼로 활약하고 있는 가봉의 축구 선수이다. 프랑스에서 태어난 그는 가봉 국가대표팀으로 활동하고 있다.

## 구단 경력
보베에서 태어난 음파 메지는 메스 B, 메스, 그리고 RFC 세랭에서 클럽 축구를 하였다.
2020년 6월, 그는 포르투갈의 베테랑 위고 마갈헤스의 후임으로 FC 로댕주에 입단하여 룩셈부르크 내셔널디비전을 발굴하는 기회를 얻었다.

## 국가대표팀 경력
프랑스 출신 그는 2010년 가봉 국가대표팀으로 데뷔하였고, 2012년 하계 올림픽의 선수단 일원이었다.
2014년 12월, 그는 2015년 아프리카 네이션스컵 가봉 임시 선수단의 일원으로 지명되었다.